# Posto di Movimento Roveredo
Il posto di movimento Roveredo era un impianto di servizio posto sul vecchio tracciato della ferrovia Pontebbana, dismesso dal 1995.

## Storia
Il posto di movimento venne inaugurato tra il 1955 e il 1956.
Nel 2005, a seguito della dismissione dell'impianto e del tratto dove era posto, avvenuta nel 1995, si è ricavato dall'ex sedime ferroviario un tratto della ciclovia Alpe Adria.